# Evil Empire
Evil Empire is het tweede album van de Amerikaanse band Rage Against the Machine. Het is uitgebracht op 15 april 1996 en is de opvolger van het debuutalbum Rage Against the Machine. Evil Empire is geproduceerd door Brendan O'Brien en bereikte in de week na de release de nummer 1-positie in de Amerikaanse Billboard Album Top 200. Vijf singles zijn afkomstig van het album: "Bulls on Parade", "People of the Sun", "Tire Me", "Down Rodeo" en "Vietnow". Het album is in de Verenigde Staten meer dan 2 miljoen keer verkocht.

## Productie

### Opnamen en stijl
In de winter van 1994 begon Epic Records druk op Rage Against the Machine te zetten om een nieuw album op te nemen. De A&R van de band, Michael Goldstone, verplichtte de bandleden om samen in een huis in Atlanta te gaan wonen om nieuwe nummers te schrijven. Goldstone wilde alle mogelijke afleidingen weghalen en vertelde de band dat ze "of een album gingen schrijven, of geen band meer moest zijn". Opgesloten worden in het huis was een frustrerende tijd, volgens gitarist Tom Morello: "Er was compleet geen muzikale of persoonlijke communicatie aan de gang. We konden het nergens over eens worden: van muziek schrijven tot het kiezen van een T-shirtontwerp. Het was tien keer erger dan MTV's The Real World." Er werd elke dag gerepeteerd, maar uiteindelijk verlieten ze Atlanta na 4 weken zonder één nummer. Geruchten van een splitsing gingen rond en De la Rocha vluchtte naar Chiapas, de andere bandleden achterlatend. Dit hele incident zorgde ervoor dat ze meer dan 4 maanden niet met elkaar speelden.

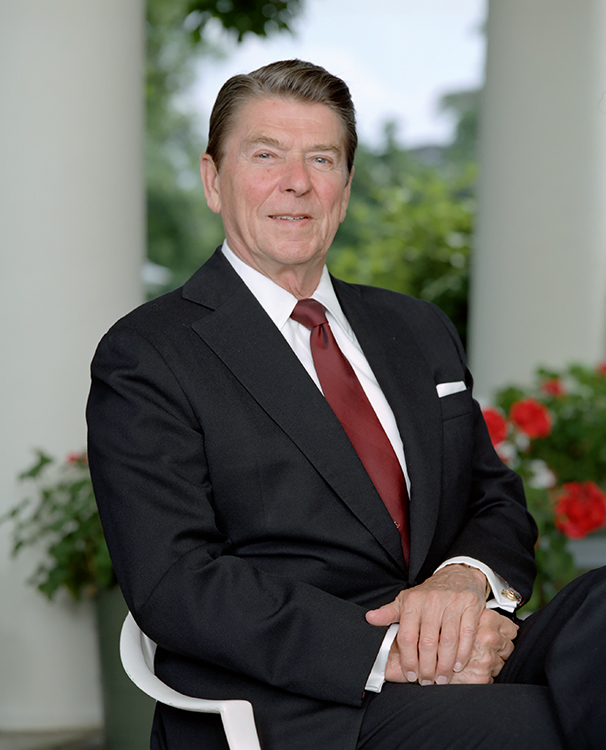
President Ronald Reagan gebruikte de term 'Evil Empire' voor het eerst.

Meer succes hadden ze toen de band terugging naar Los Angeles. Ze huurden een kamer tegenover een van hun appartementen en begonnen daar met het schrijven van nummers. In de periode januari-februari 1996 werd het album afgerond. Tijdens die periode werd het een nummer met de titel Testify nog radicaal veranderd tot het nummer Down Rodeo. (De huidige versie van Testify heeft niets met de voorgaande versies te maken.) Het nummer Bulls on Parade was op 14 april voor het eerst op televisie te zien op het MTV-programma 120 Minutes.
De stijl van het album verschilt met die van het debuutalbum. Op Evil Empire wordt meer de nadruk gelegd op de zang (en rap) van Zack de la Rocha in plaats van de gitaarriffs van Morello, zoals op het eerste album het geval was. Rage Against the Machine borduurt verder op het eerste album door weer overwegend linkse en anti-Amerikaanse teksten te verkondigen. De titel "Evil Empire" werd het eerst gebruikt door president Ronald Reagan, die met deze term het voormalige Sovjet-Unie aan wilde geven. Het is onbekend wanneer de term voor het eerst werd gebruikt; ergens tussen 1982 en 1983. Reagan was van mening dat de Sovjet-Unie een totalitaire en kwaadaardige staat was. Toen de bekendheid van de term groeide, kwam er steeds meer kritiek op Reagan voor het gebruik ervan. Het kind op de voorkant van het album is Ari Meisel, op dat moment 15 jaar oud en leerling van de Verenigde Naties Internationale School in New York. Het originele werk is van _Crimebuster_, het alter ego van artiest Mel Ramos uit Los Angeles.

### Teksten
Zie "People of the Sun", "Bulls on Parade", "Vietnow", "Tire Me" en "Down Rodeo" voor informatie over deze nummers.
Het vierde nummer van het album, "Revolver", gaat over huiselijk geweld en de gevolgen daarvan. "Snakecharmer" is een nummer over de stribbelingen en moeilijkheden die een revolutionair moet doorstaan. "Without A Face" gaat over de problemen die Mexicaanse vluchtelingen moeten doorstaan om in de Verenigde Staten een bestaan op te bouwen. Volgens De la Rocha bouwt de regering daar een nieuwe Berlijnse Muur op de grens om de immigratie te stoppen. "Wind Below" is een nummer over revolutie van arbeiders tegen de grote bedrijven die volgens De la Rocha op een dag zal komen. De grote bedrijven worden ook bekritiseerd over het feit dat ze massaal naar lagelonenlanden verhuizen. De term 'wind below' komt uit het essay The Southeast In Two Winds van Subcomandante Marcos. Hij beschrijft de Zapatisten en de Chiapas als 'the wind below'.
"Roll Right" refereert aan Dante Alighieri's 9 niveaus van de hel. De zin 'Send 'em to the seventh level!' gaat over het zevende niveau, waar 'warmongers' (mensen die volken of landen aansporen tot oorlogen) naartoe gingen. Ook Ralph Ellison wordt genoemd, die in 1953 Invisible Man schreef. Dat boek ging over de sociale en intellectuele problemen die de Afrikaans-Amerikaanse bevolking moest doorstaan na de Amerikaanse Burgeroorlog. Het laatste nummer "Year of tha Boomerang" is een term van Frantz Fanon, die een jaar beschrijft waarin imperialisten met geweld de kop zullen worden ingedrukt. De zin 'It's dark now in Dachau and I'm screamin' from within' refereert aan de Dachau Massacre, waar Amerikaanse soldaten na de bevrijding van het concentratiekamp in Dachau 520 SS-soldaten vermoorden.

## Uitgave

### Evil Empire Tour
De band begon 1996 met een rij concerten in Australië en Nieuw-Zeeland, wat tot begin februari duurde. Twee dagen voor het uitbrengen van het album verscheen de band in Saturday Night Live. Dat optreden werd controversieel, omdat de bandleden omgekeerde Amerikaanse vlaggen op het podium hingen. Ook de aanwezigheid van Steve Forbes was aanstootgevend voor de band. Na het spelen van één nummer ("Bulls on Parade") werden de bandleden uit het gebouw gezet. De eerste twee concerten na de uitgave van Evil Empire werden op 19 en 20 april in Californië gehouden. Het eerste concert was een gratis optreden op de California State University. Daarna hield de band, van april tot juni 1996, een Europese tour. Op 27 mei werd Pinkpop bezocht en op 6 en 7 juli het Torhout & Werchter Festival.
Eénmaal ging de band tussendoor terug naar de Verenigde Staten, voor een concert in San Francisco: het Tibetan Freedom Concert. Dat tweedaagse festival trok 100.000 toeschouwers en bracht de inkomsten aan het Milarepa Fonds, die voor het culturele behoud in Tibet strijden. Er waren een groot aantal andere bands aanwezig zoals The Smashing Pumpkins, Beastie Boys, Red Hot Chili Peppers en de Fugees. In juli ging de band definitief terug naar eigen land, met een optreden op Lollapalooza '96, gevolgd door een nationale tour met als klapper 5 concerten achter elkaar in het NY Roseland (New York). Op 23 augustus keerde de band nog eenmaal terug naar Europa voor een optreden op het Reading Festival. Dan volgde een nieuwe Amerikaanse tour. Het voorprogramma werd verzorgd door Girls Vs. Boys en Stanford Prison Experience. Het laatste concert was op 10 oktober in Arizona.
Vanaf april 1997 hield Rage Against the Machine een tour als voorprogramma van U2. De opbrengsten van dit concert schonk de band aan enkele activisten-groeperingen, zoals Friends & Family of Mumia Abu-Jamal, FAIR (Fairness and Accuracy In Reporting), the National Commission for Democracy in Mexico, EZLN en Women Alive. Na enkele Amerikaanse optreden ging de band naar Europa, onder andere voor festivals. Het tweede deel van 1997 toerden zij met Wu-Tang Clan. Deze concerten waren uitsluitend in de Verenigde Staten. Voor laatste 12 concerten werd Wu-Tang Clan vervangen door onder andere The Roots en Foo Fighters. Het laatste concert (21 september 1997) was het begin van een periode waarin de band anderhalf jaar lang geen concert hield. De band nam een pauze en begon in mei 1998 aan de eerste oefeningen van The Battle of Los Angeles. Na de tour werd een video uitgebracht, met verschillende opnamen van optredens tijdens de gehele tour, alsmede ongecensureerde videoclips van de band. Deze video werd later ook op dvd uitgebracht.

### Reacties
Het album kreeg drie van de vijf sterren van Rolling Stone. Recensent David Fricke schreef: "Evil Empire is gericht op politiek dat de Armageddon-is-heel-dichtbij-dynamiek een welkome verandering is van de gemiddelde hedendaage band. Zack de la Rocha rapt met een soort underdog-passie en Tom Morello's laat zijn gitaar het werk doen: tijdens de solo van Bulls on Parade doet hij bijna perfect het geluid van een draaitafel na." Allmusic.com gaf het album vier sterren: Leadzanger Zack de la Rocha zit ergens tussen de militante rap van Chuck D en de uitbarstingen van een straatpredikant met simplistische, vrijelijke leuzen. (...) Gitarist Tom Morello laat een divers palet van geluiden horen en creëert nieuwe patronen in heavy metal, wat best lastig is. Maar zelfs met Morello's virtuositeit brengt de band zijn metal/hip-hop fusie niet tot wasdom. Ze komen niet in een groove; het enige wat ze doen is pompen."
Voor de MTV Music Video Awards van 1996 is de clip van Bulls on Parade, geregisseerd door Peter Christophersen, genomineerd voor de Best Hard Rock Video-award. Tire Me won in 1996 een Grammy Award in de categorie Best Metal Performance. Ook Bulls on Parade was genomineerd voor een Grammy (in de categorie Best Hard Rock Performance) maar won niet. Een jaar later wordt het nummer People of the Sun eveneens genomineerd voor een Grammy Award, in de categorie Best Hard Rock Performance.

Het nummer Year of the Boomerang komt voor in de soundtrack van de film Higher Learning.

## Tracklist
1. "People of the Sun" – 2:30
2. "Bulls on Parade" – 3:51
3. "Vietnow" – 4:39
4. "Revolver" – 5:30
5. "Snakecharmer" – 3:55
6. "Tire Me" – 3:00
7. "Down Rodeo" – 5:20
8. "Without a Face" – 3:36
9. "Wind Below" – 5:50
10. "Roll Right" – 4:22
11. "Year of tha Boomerang" – 3:59

### B-sides
1. "Hadda Be Shit Playing on the Jukebox (live)"  van de single "Bulls on Parade"
2. "Zapata's Blood (live)"  van de single "People of the Sun"
3. "Clear the Lane"  van de single "Vietnow", originele B-side van debuutalbum
4. "Intro/Black Steel In The Hour Of Chaos"  van de single "Vietnow"

## Medewerkers
| - Zack de la Rocha – zang, teksten - Tom Morello – gitaar - Tim Commerford – bass (vermeld als "tim bob") - Brad Wilk – drums - Nick DiDia – engineer, technicus - Clay Harper – engineer - Lisa Johnson – fotografie | - Paul Kosky – technicus - Bob Ludwig – mastering - Brendan O'Brien – producer - Andy Wallace – mixen - Caram Costanzo – engineer - Dave Rat – technicus |

## Lijst van aangeraden boeken
In het bijgeleverde boekje van het album en op de officiële website staat een lijst van boeken die de bandleden aanbevelen:
| - Live From Death Row - Mumia Abu-Jamal - Joe Hill - Gibbs M. Smith - The Mau Mau War Perspective - Frank Ferudi - The Aesthetic Dimension Toward - Herbert Macuse - The Fire Last Time: 1968 and After - Chris Harman - The Media Monopoly - Ben H. Bagdikian - 50 Ways To Fight Censorship - Dave Marsh - Hegemony and Revolution: A study of Antonio Geamsci's Political & Cultural Theory - Walter L. Adamson - The Mismeasure of Man - Stephen Gould & Che Guevara - A New Society Reflections for Today's World - David Deutschman - The Marx-Engels Reader (2e editie) - Robert C. Tucker - What Uncle Sam Really Wants - Noam Chomsky - Amazing Grace: The Lives of Children and the Conscience of a Nation - Jonathan Kozol - Marxism and the New Imperialism - Alex Callinicos, John Rees, Chris Harman en Mike Haynes - Rules for Radicals - Saul D. Alinsky - A People's History of the United States - Howard Zinn - The Lorax - Dr. Seuss - East Los Angeles, History of a Barrio - Richard Romo - Killing Hope: U.S. Military and CIA Interventions Since World War II - William Blum - Race for Justice: Mumia Abu-Jamal's Fight Against The Death Penalty - Leonard Weinglass - Guerrilla Warfare - Che Guevara - Zapata of Mexico - Peter E. Newell - Malcolm X Speaks, Selected Speeches and statements - George Breitman - Marxism and the Press: Oppression of Women, Toward a Unitary Theory - Lise Vogel - Inevitable Revolutions: The United States in Central America - Walter LaFeber - The Chomsky Reader - James Peck - Chicano Politics: Reality and Promise 1940-1990 - Juan Gomez Quinones - The Wretched of the Earth - Franz Fanon - What is Communist Anarchism? - Alexander Berkman - Soledad Brother:The Prison Letters of George Jackson - George Jackson - Fidel and religion: Conversations With Frei Betto - Frei Betto - Narrative of the Life of Frederick Douglass, An American Slave - Frederick Douglass - Democracy is in the Streets - James Miller - Het Kapitaal - Karl Marx - The Black Panthers Speak - Philip S. Foner - Keeping The Rabble in line Interviews met David Barsamian - Noam Chomsky - Walden en Civil Disobedience - Henry David Thoreau - Darkness at Noon - Arthur Koester - The Culture of Narcissism American Life of Diminishing Expectations - Christopher Lasch - Play it as it lays - Joan Didion - Staat en Revolutie - V.I. Lenin - Soul on Ice - Eldridge Cleaver - Kwame Nkrumah: The Conarky Years, His Life and Letters - Compiled by June Milne - Revolutionary Suicide - Huey P. Newton - The Anarchist Cookbook - William Powell - Manafacturing Consent: The Political Economy of the Mass Media - Edward S. Herman en Noam Chomsky - A Portrait of the Artist as a Young Man - James Joyce - Another country - James Baldwin - The Grapes of Wrath - John Steinbeck - The Armies of the Night - Norman Mailer - Invisible Man - Ralph Ellison - Rebellion from the Roots: Indian uprising in Chiapas - John Ross - First World: Ha! Ha! Ha! The Zapatista challenge - Elaine Katzenberger - The Teachings of Don Juan: A Yaqui Way of Knowledge - Carlos Castaneda - Tropic of Cancer - Henry Miller - Johnny got his gun - Dalton Trumbo - Essays in existentialism - Jean-Paul Sartre - How Real is Real? Confusion, disinformation, communication - Paul Watzlawick - Ghost of a Chance - William S. Burroughs - Popism: The Warhol Sixties - Andy Warhol & Pat Hackett - Chicana falsa and other stories of death, identity, and Oxnard - Michele M. Serros - Promisory Notes: Women in the Transition to socialism - Sonia Kruks, Ranya Rapp en Marilyn B. Young - Gay New York: Gender, Urban Culture, and the making of a gay world - George Chauncey - This bridge called my back: Writings by radical women of color - Cherrie Monzaga en Gloria Anzaluda - Women of Color Subliminal Seduction - Wilson Bryan Key - Power at Play: Sports and the Problem of Masculinity - Michael A. Messner - Backlash: The Undeclared War Against American Women - Susan Faludi - 90 Years of Ford - George H. Dammann - Illustrated History of Ford - George H. Damman - The Challenge of Local Feminisms: Women Movements in Global Perspective - Amrita Basu - Miles, the Autobiography - Miles Davis - The Sixties Papers: Documents of a Rebelliou Decade - Judith Clavir Albert en Stewart Edward Albert - The Graphic Work - M. C. Escher - Bob Marley Spirit Dancer - Bruce W. Talamon - Dali: The Paintings - Benedikt Taschen, Robert Taschen en Giles Neret |